# Burrill with Cowling
Burrill with Cowling est une paroisse civile du Yorkshire du Nord, en Angleterre.